# Sodalia
Sodalia is een geslacht van vlinders van de familie dikkopjes (Hesperiidae), uit de onderfamilie Hesperiinae.

## Soorten
- S. coler (Schaus, 1902)
- S. dimassa (Hewitson, 1876)
- S. sodalis (Butler, 1877)